# Franciszek Zamoyski
Franciszek Józef Zamoyski herbu Jelita (ur. 1876 w Moteszycach, zm. 1948) – przemysłowiec, działacz społeczny, poseł na Sejm Krajowy Galicji IX i X kadencji.

## Życiorys
Był starszym synem Józefa Juliana Zamoyskiego (1831-1906) i Anny Eleonory Zobel von Giebelstadt zu Darstadt z Grodźca (1848-1890). Urodził się w Moteszycach, położonych około 17 km na południowy wschód od Trenczyna, obecnie na Słowacji. Ukończył studia w Akademii Górniczej w Leoben. Pracował w belgijskiej spółce górniczej w Rosji, w Meksyku i Hiszpanii. Zarobione pieniądze inwestował w galicyjskie złoża naftowe, zakupił także od Henryka Rodakowskiego majątek Bortniki. Był marszałkiem powiatu drohobyckiego, w 1908 został najmłodszym posłem do Sejmu Krajowego Galicji wybranym z IV kurii okręgu Drohobycz. Ponownie został wybrany na X kadencję w 1913. Kierował dużą spółką naftową, a w okresie międzywojennym spółką drzewną "OIKOS". Był żonaty z Marią Lubomirską (1877-1954), miał dwoje dzieci: syna Krzysztofa Ksawerego (1911-1995), absolwenta wydziału rolnictwa na Politechnice Lwowskiej, i córkę Zenaidę Eleonorę (1913-2002), absolwentkę Wyższej Szkoły Handlowej we Lwowie. Planował wraz z synem założyć stadninę koni w majątku, ale marzenia te przerwał wybuch wojny w 1939 roku. Z początkiem 1940 Franciszek wraz z żoną i córką przedostał się ze Lwowa do Warszawy. Pod koniec 1944 zamieszkał w Nieborowie należącym do siostry żony Anny z Lubomirskich Radziwiłłowej. Na początku 1945 Radziwiłłowie z Nieborowa i ich goście zostali aresztowani przez sowieckie NKWD i wywiezieni do Krasnogorska pod Moskwą, gdzie zostali internowani. Powrócili po ponaddwuipółletnim pobycie w tamtejszym obozie. Franciszek Zamoyski zmarł wkrótce po powrocie w 1948 roku.